# Edward Hugh Hebern

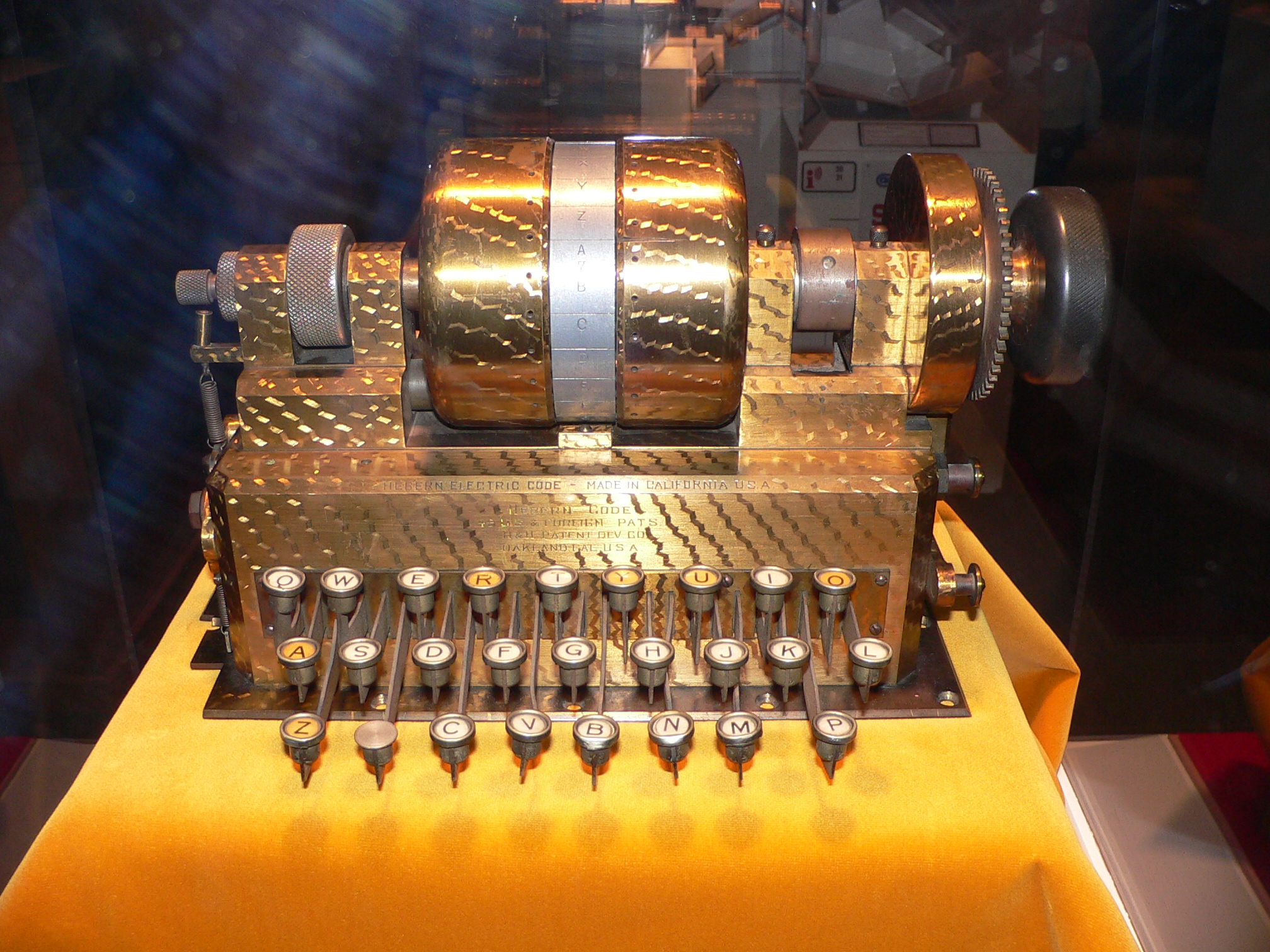
La machine de Hebern, photographiée au US National Cryptologic Museum.

Edward Hugh Hebern, né à Streator dans l'Illinois le 23 avril 1869 et mort le 10 février 1952, est un inventeur américain qui a imaginé et conçu la première machine électromécanique de chiffrement basée sur un système de rotors, la machine de Hebern.

## Biographie
Durant son adolescence, Edward Hebern travaille dans une ferme puis décide de devenir charpentier. En 1908, il est emprisonné après avoir volé un cheval. Dans sa cellule, il passe son temps à inventer et plancher sur des systèmes permettant de chiffrer des messages. Après sa sortie de prison, il ne dispose pas des fonds nécessaires à la réalisation de son idée. 
En 1917, son idée lui revient et il invente la machine qui porte son nom.

## Le marché des machines de chiffrement
Il dépose en 1918 un brevet aux États-Unis devançant de peu des brevets similaires en Europe. Ceux-ci furent déposés par Arthur Scherbius en Allemagne, Hugo Koch aux Pays-Bas et Arvid Gerhard Damm (en) en Suède.
Hebern lance alors une société pour diffuser sa machine mais doit faire face à la concurrence de Scherbius qui est l'inventeur d'Enigma. Agnes Meyer Driscoll, cadre à la section « Code and Signal » au sein du « Director of Naval Communications », le rejoint et travaille avec lui pendant deux ans. Elle quitte l'entreprise de Hebern et deviendra une cryptanalyste réputée dans la Navy. 
Koch cède son brevet à Scherbius quelques années plus tard et l'entreprise de Damm, reprise par Boris Hagelin après sa mort, se déplace en Suisse pour devenir Crypto AG. Cette société existe toujours.

## Vulnérabilité
La machine d'Hebern était moins robuste que ce qu'il pensait. William Friedman trouva secrètement (il travaillait pour le gouvernement américain) une méthode pour attaquer la machine. Hebern avait en effet proposé sa machine au gouvernement mais celui-ci fit une expertise dont les résultats ne furent pas divulgués. Hebern, à son grand étonnement, se vit refuser son offre. 
La machine de Hebern sera améliorée par Frank Rowlett et Friedman. Plus complexe et robuste, leur système sera adoptée par l'armée américaine. Des corrections seront encore apportées pour aboutir à la machine SIGABA.
L'entreprise d'Hebern ne continua pas ses activités. Il fut condamné pour fraude fiscale et mourut en 1952 d'une crise cardiaque. 